# Bildtafel der Verkehrszeichen in Schweden
Die Bildtafel der Verkehrszeichen in Schweden zeigt eine Auswahl wichtiger Verkehrszeichen in Schweden.
Ähnlich der österreichischen, Schweizer und alten deutschen Verkehrszeichen bilden auch schwedische Verkehrszeichen Personen mit klassischem Umriss ab. Niederländische und neue deutsche Verkehrszeichen bilden Personen mit Strichmännchen-Umriss ab.

## Allgemeine Gefahrzeichen

Kurve (rechts)
Kurve (links)
Doppelkurve (zunächst rechts)
Doppelkurve (zunächst links)
Gefälle
Steigung
Verengte Fahrbahn
einseitig (rechts) verengte Fahrbahn
einseitig (links) verengte Fahrbahn
Bewegliche Brücke
Ufer
Unebene Fahrbahn
Bremsschwelle
Mulde
Schleudergefahr bei Nässe oder Schmutz
Splitt, Schotter
Steinschlag (von rechts)
Steinschlag (von links)
Fußgängerüberweg
Fußgänger
Kinder
Radfahrer (kreuzen)
Wintersport
Reiter
Elche
Wildwechsel
Viehtrieb
freilaufende Pferde
freilaufende Ren
freilaufende Schafe
Wildschweine
Baustelle
Ende der Baustelle
Lichtzeichenanlage
Flugbetrieb
Seitenwind (von rechts)
Seitenwind (von links)
Gegenverkehr
Tunnel
Schwacher Straßenrand oder hohe Fahrbahnkante
Kreuzung oder Einmündung mit Vorfahrt von rechts
Vorfahrt an der Kreuzung
Vorfahrt an der verwinkelten Kreuzung
Vorfahrt an der Einmündung von links & verwinkelten Einmündung von rechts
Vorfahrt an der Einmündung von rechts & verwinkelten Einmündung von links
Vorfahrt an der Einmündung von links
Vorfahrt an der verwinkelten Einmündung von links
Vorfahrt an der Einmündung von rechts
Vorfahrt an der verwinkelten Einmündung von rechts
Kreisverkehr
Langsam fahrende Fahrzeuge
Fahrzeuge mit vorgespannten Zugtieren
Leichte Geländewagen (z. B. Schneemobile)
Stau
Bahnübergang mit Schranken oder Halbschranken
unbeschrankter Bahnübergang
Straßenbahn (kreuzt)
dreistreifige, zweistreifige und einstreifige Bake
Bahnübergang mit einem Gleis
Bahnübergang mit zwei oder mehr Gleisen
Gefahrstelle
Unfall

## Vorrangzeichen

Vorfahrt gewähren!
Halt! Vorfahrt gewähren!
Fußgängerübergang
Vorfahrtstraße
Ende der Vorfahrtstraße
Dem Gegenverkehr Vorrang gewähren!
Vorrang vor dem Gegenverkehr
Radfahrerüberfahrt

## Verkehrsverbote

Verbot der Einfahrt
Verbot für Fahrzeuge aller Art
Verbot für Krafträder, auch mit Beiwagen, Kleinkrafträder und Mofas sowie sonstige mehrspurige Kraftfahrzeuge
Verbot für Kraftwagen und sonstige mehrspurige Kraftfahrzeuge
Verbot für Krafträder, auch mit Beiwagen, Kleinkrafträder und Mofas
Verbot für Kraftfahrzeuge mit Anhänger
Verbot für Lastkraftwagen mit einem zulässigen Gesamtgewicht über 3,5 t
Verbot für Kraftfahrzeuge und Züge, die nicht schneller als 25 km/h fahren können oder dürfen
Verbot für kennzeichnungspflichtige Kraftfahrzeuge mit gefährlichen Gütern
Verbot für Fahrräder
Verbot für Mofas
Verbot für Zugtiergespanne
Verbot für Geländefahrzeuge
Verbot für Reiter
Verbot für Fußgänger
Verbot für Fahrzeuge über angegebene Breite einschließlich Ladung
Verbot für Fahrzeuge über angegebene Höhe einschließlich Ladung
Verbot für Fahrzeuge über angegebene Länge einschließlich Ladung
Verbot des Fahrens ohne einen Mindestabstand
Verbot für Fahrzeuge über angegebenes tatsächliches Gewicht
Verbot für Züge über angegebenes Gewicht einschließlich Ladung
Verbot für Züge der Tragfähigkeitsklasse 3 (max. 37,5 Tonnen)
Verbot für Züge der Tragfähigkeitsklasse 2 (max. 51,4 Tonnen)
Verbot für Fahrzeuge über angegebene tatsächliche Achslast
Verbot für Fahrzeuge über angegebene tatsächliche Doppelachslast
Verbot des Rechtsabbiegens
Verbot des Linksabbiegens
Wendeverbot
Überholverbot für Kraftfahrzeuge aller Art
Ende des Überholverbotes für Kraftfahrzeuge aller Art
Überholverbot für Lastkraftwagen mit einem zulässigen Gesamtgewicht über 3,5 t
Ende des Überholverbotes für Lastkraftwagen mit einem zulässigen Gesamtgewicht über 3,5 t
zulässige Höchstgeschwindigkeit
Ende der zulässigen Höchstgeschwindigkeit
Zollstelle
Halten zum genannten Zweck
eingeschränktes Haltverbot
eingeschränktes Haltverbot an Tagen mit ungeraden Daten
eingeschränktes Haltverbot an Tagen mit geraden Daten
eingeschränktes Haltverbot nach Tagen bzw. Daten
Haltverbot
Zone für das Be- und Entladen von Schwer- und Sperrgut mit Haltverbot
Ende der Zone für das Be- und Entladen von Schwer- und Sperrgut mit Haltverbot
Wendeplatz mit eingeschränktem Haltverbot
Ende des Wendeplatzes mit eingeschränktem Haltverbot
Verbot für Fahrzeuge mit Spikereifen, ausgenommen Mofas

## Vorgeschriebene Fahrtrichtungen und Sonderwege

vorgeschriebene Fahrtrichtung – hier rechts
vorgeschriebene Fahrtrichtung – hier links
vorgeschriebene Fahrtrichtung – geradeaus
vorgeschriebene Fahrtrichtung – rechts
vorgeschriebene Fahrtrichtung – links
vorgeschriebene Fahrtrichtung – geradeaus und rechts
vorgeschriebene Fahrtrichtung – geradeaus und links
vorgeschriebene Fahrtrichtung – rechts und links
vorgeschriebene Fahrtrichtung – rechts vorbei!
vorgeschriebene Fahrtrichtung – links vorbei!
vorgeschriebene Fahrtrichtung – beidseitig vorbei!
Kreisverkehr
Radweg
Gehweg
gemeinsamer Fuß- und Radweg
getrennter Rad- und Fußweg (Radweg rechts)
getrennter Rad- und Fußweg (Radweg links)
Reitweg
Weg für Geländefahrzeuge
Weg für Linienomnibusse
Ende des Weges für Linienomnibusse
vorgeschriebene Fahrtrichtung für kennzeichnungspflichtige Kraftfahrzeuge mit gefährlichen Gütern – hier links

## Hinweise

Autobahn
Ende der Autobahn
Kraftfahrstraße
Ende der Kraftfahrstraße
Ortstafel (Vorderseite)
Ortstafel (Rückseite)
Beginn eines Fußgängerbereichs
Ende eines Fußgängerbereichs
Beginn eines verkehrsberuhigten Bereichs
Ende eines verkehrsberuhigten Bereichs
Beginn einer Tempo-30-Zone
Ende einer Tempo-30-Zone
Richtgeschwindigkeit
Ende der Richtgeschwindigkeit
Zusammenführung
Einbahnstraße
Sackgasse
Ausweichstelle bei Gegenverkehr (Mötesplatser)
Parkplatz
Beginn eines eingeschränkten Haltverbotes für eine Zone
Ende eines eingeschränkten Haltverbotes für eine Zone
Bushaltestelle
Taxenstand
automatische Verkehrsüberwachung
mautpflichtige Strecke
Tunnel, mit Längenangabe in km
Nothaltebucht
Notausgang
Fluchtweg
Maximale Parkdauer zu bestimmten Zeiten

## Wegweisung

Vorwegweiser
Vorwegweiser bei einem Kreisverkehr
Vorwegweiser mit Verbot des Linksabbiegens
Vorwegweiser auf Ausfahrten
Wegweiser
Tabellenwegweiser
Ausfahrt
Fahrstreifenwegweiser
Gruppierte Ziele
Ortstafel
Straßenname
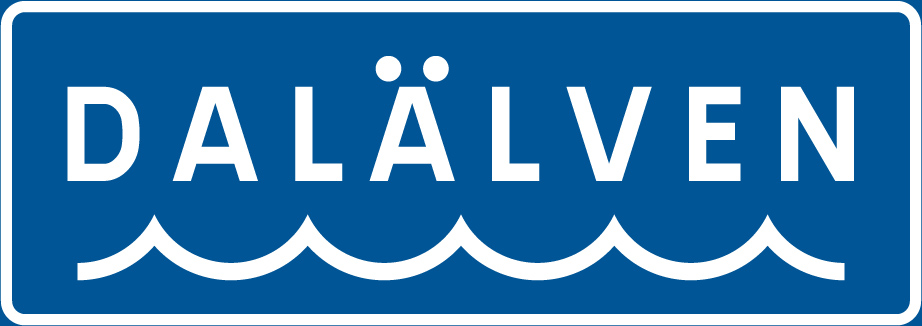
Gewässer
Entfernungstafel
Nummernschild für Europastraßen
Nummernschild für Riksvägen und Länsvägen
Nummernschild Richtung Riksvägen und Länsvägen
Nummernschild für Umleitungen
Erhöhung der Fahrstreifen; Darstellung ohne Gegenverkehr
Verringerung der Fahrstreifen; Darstellung ohne Gegenverkehr
Fahrstreifentafel; Darstellung mit Gegenverkehr
Fahrstreifentafel vor einer Kreuzung
Staatsgrenze
Vorwegweiser zu einer Umleitung
Fahrrichtung bei der Umleitung
Ende eines Fahrstreifens
Übergang in den Gegenverkehr
Gegenverkehr nutzt den gleichen Fahrstreifen
Nummernschild für Ausfahrten
Parken und Reisen
Weg für kennzeichnungspflichtige Kraftfahrzeuge mit gefährlichen Gütern
Ringstraße
(Umgehungs-)straße geeignet für Kraftfahrzeuge mit einem zulässigen Gesamtgewicht über 3,5 t
(Umgehungs-)straße geeignet für Personenkraftwagen
(Umgehungs-)straße geeignet für Kraftomnibusse

### Fußgänger und Fahrradfahrer

Wegweiser für Rad- und Mopedfahrer
Wegweisertafel für Rad- und Mopedfahrer
Hinweisschild für Rad- und Mopedfahrer
Entfernungstafel für Rad- und Mopedfahrer
Hinweis auf einen Radweg

### Allgemeine Einrichtungen

Postamt
Fernsprecher
Verkehrsrelevanter Rundfunksender
Erste Hilfe
Industriegebiet
Bahnhof
Busbahnhof
Flugplatz
Feuerlöscher
Einkaufsgebiet

### Dienstleistungseinrichtungen

Fremdenverkehrsbüro oder Auskunftsstelle
Pannenhilfe
Tankstelle
Tankstelle mit Erdgas
Tankstelle mit Autogas
Imbisslokal
Restaurant
Hotel
Jugendherberge
Feriendorf
Stuga
Campingplatz
Wohnwagenplatz
Rastplatz
Toilette
Badeplatz
Erholungsgebiet (im Freien)
Wanderweg
Sesselbahn
Schlepplift
Golfplatz
Verkauf von Angelscheinen
Sehenswürdigkeit
Orientierungstafel
Bed and Breakfast
Hofladen
Verkauf von Handwerksprodukten
Ladestation für Elektrofahrzeuge
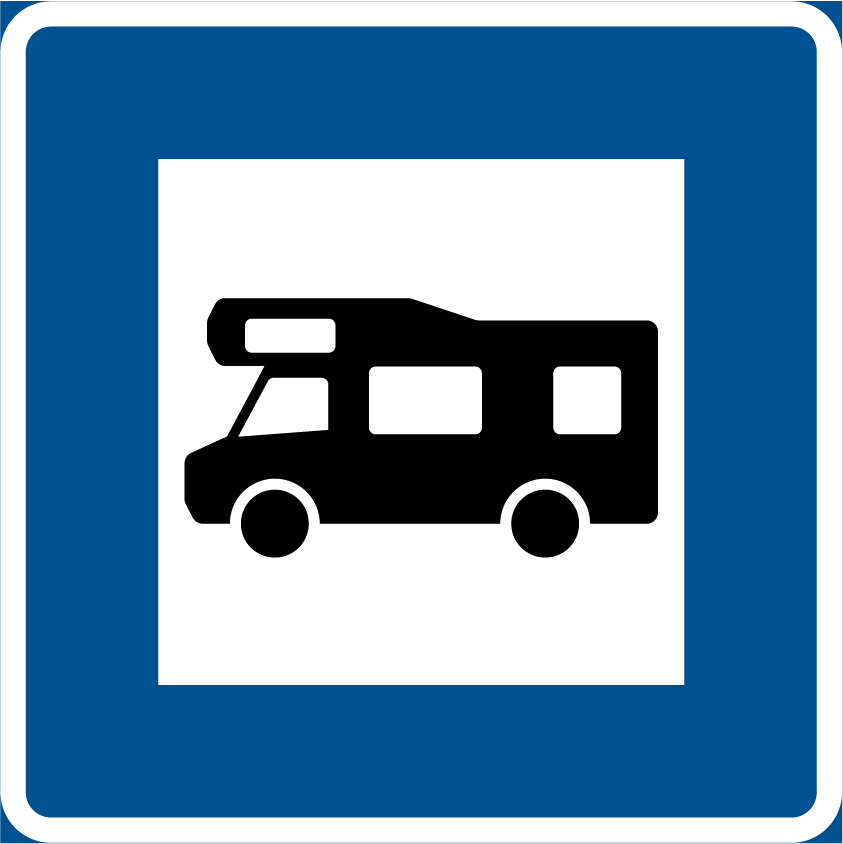
Reisemobil-Stellplatz

### Touristische Ziele

Touristische Route
Touristischer Hinweis
Wahrzeichen
UNESCO-Welterbe

## Aufklärungszeichen

Aufklärungszeichen
Hochspannungskabel

## Zusatzzeichen

Parkhaus
Länge der Strecke vom Beginn bis zum Ende des Zeichens
Länge der Strecke vom Beginn bis zum Ende des Zeichens
nach 100 m
Halt nach 200 m
Breite des Wegs
Gesamtgewicht
zeitliche Beschränkung[1]
zeitliche Beschränkung des Haltverbotes
zeitliche Beschränkung des Haltverbotes an bestimmten Tagen
in beiden Richtungen
Ende
Parken beiden Richtungen
Parken Ende
Parken in Richtung
Parkanordnung
Parkanordnung
Parkanordnung
Parkanordnung
nur Schwerbehinderte mit außergewöhnlicher Gehbehinderung und Blinde
Erlaubnis gilt nur für Krafträder, auch mit Beiwagen, Kleinkrafträder und Mofas
Erlaubnis gilt nur für Radfahrer
Erlaubnis gilt nur für Lastkraftwagen mit einem zulässigen Gesamtgewicht über 3,5 t
Verbot gilt nur für Lastkraftwagen mit einem zulässigen Gesamtgewicht über 3,5 t
Erlaubnis gilt nur für Personenkraftwagen und Wohnmobile
Verbot gilt nur für Personenkraftwagen und Wohnmobile
Erlaubnis gilt nur für Kraftomnibus
Verbot gilt nur für Kraftomnibus
Erlaubnis gilt nur für Wohnwagen
Verbot gilt nur für Wohnwagen
Erlaubnis gilt nur für Pkw mit Wohnwagen
Verbot gilt nur für Pkw mit Wohnwagen
Maximale Parkdauer zu bestimmten Zeiten
schlechter Fahrbahnrand
Forstfahrzeug kreuzt
Richtung des Verbotes, rechtsweisend
Richtung des Verbotes, linksweisend
Richtung des Verbotes, schrägrechtsweisend
Richtung des Verbotes, schräglinksweisend
Richtung des Verbotes, rechts- und linksweisend
Richtung, rechtsweisend
Richtung, linksweisend
Richtung, rechtsweisend
Richtung, rechtsweisend (auf Europastraßen)
Richtung, linksweisend
Richtung, linksweisend (auf Europastraßen)
Richtung, halbrechtsweisend
Richtung, halbrechtsweisend (auf Europastraßen)
Richtung, halblinksweisend
Richtung, halblinksweisend (auf Europastraßen)
Richtung, geradeausweisend (auf Europastraßen)
Richtung, geradeausweisend
Richtung, rechtsweisend (auf Europastraßen)
Richtung, linksweisend (auf Europastraßen)
Verkehrsteilnehmer mit geringem Sehvermögen
Verkehrsteilnehmer mit geringem Hörvermögen
Alle Wege stoppen
Verlauf der Vorfahrtstraße an Kreuzungen (von unten nach rechts)
Verlauf der Vorfahrtstraße an Kreuzungen (von unten nach links)
Verlauf der Vorfahrtstraße an Kreuzungen (von oben nach links)
Verlauf der Vorfahrtstraße an Kreuzungen (von oben nach rechts)
Verlauf der Vorfahrtstraße an Einmündungen (von unten nach rechts, Fall 1)
Verlauf der Vorfahrtstraße an Einmündungen (von unten nach links, Fall 1)
Verlauf der Vorfahrtstraße an Einmündungen (von unten nach links, Fall 2)
Verlauf der Vorfahrtstraße an Einmündungen (von unten nach rechts, Fall 2)
Verlauf der Vorfahrtstraße an Einmündungen (von unten nach halblinks, Fall 1)
Verlauf der Vorfahrtstraße an Einmündungen (von unten nach halbrechts, Fall 1)
Verlauf der Vorfahrtstraße an Einmündungen (von unten nach halblinks, Fall 2)
Verlauf der Vorfahrtstraße an Einmündungen (von unten nach halbrechts, Fall 2)
Verlauf der Vorfahrtstraße an Einmündungen (von oben nach rechts)
Verlauf der Vorfahrtstraße an Einmündungen (von oben nach links)
Verlauf der Vorfahrtstraße an Einmündungen (von oben nach halblinks)
Verlauf der Vorfahrtstraße an Einmündungen (von oben nach halbrechts)
beide Richtungen, zwei gegengerichtete senkrechte Pfeile

## Lichtzeichenanlagen

Rot = Stopp!. Rot + Gelb = Es wird grün. Grün = Fahren!. Gelb = Stoppen, aber fahren, wenn Sie nicht imstande sind, zu stoppen!
Gelb blinkend = Vorsicht!
Lichtzeichenanlage Fahrräder und Mopeds
Fußgängerampel
Lichtzeichenanlage für öffentliche Verkehrsmittel
Fahrstreifen Steuersignale
Lichtzeichenanlage an Bahnübergängen
Lichtzeichenanlage an beweglichen Brücken, Fähren, Flughäfen, Bahnhöfen usw.
Fahren Sie mit besonderer Vorsicht!

## Fahrbahnmarkierung

Mittellinie
Mittellinie die nicht überfahren werden darf
Warnende Mittellinie, darf, aber sollte nicht überfahren werden
Mittellinie die in eine Fahrtrichtung nicht überfahren werden darf
Mittellinie in eine Fahrtrichtung warnend, in die andere normal
Mittellinie in eine Fahrtrichtung nicht überfahren werden darf und in die andere nicht empfohlen wird
Mittellinie die auf gar keinen Fall überfahren werden darf
Doppelte Mittellinie
Führungsraster
Markierung einer für z. B. Busse reservierten Fahrspur
Radweg Markierung
Fahrbahn Randmarkierung auf z. B. Landstraßen
Fahrbahn Randmarkierung auf z. B. Autobahnen
Haltelinie
Haltelinie an deren Vorfahrt gewähren gilt
Fußgängerüberweg
Radweg Kreuzung
Richtungsspuren
Richtungsspuren
Bereich der nicht überfahren werden darf
Fahrbahn Texte
Parkplatz
Halteverbot
Parkverbot
Ist nur in Verbindung der vorherigen Linien oder einem Verkehrszeichen wirksam
Richtungsweiser für Radfahrer
Vorfahrt gewähren
Schwerbehinderte mit außergewöhnlicher Gehbehinderung und Blinde

## Weitere Verkehrszeichen

Leitbake (Warnbake)
Absperrschranke
Richtungstafel in Kurven
Richtungstafel in scharfen Kurven
Leitbake (Warnbake) in scharfen Kurven; Tunneln o. Ä.
Absperrschranke bei Hindernissen
Ausfahrt
Unfall

## Polizeizeichen

13.1.1 herannahende Fahrzeuge von vorn und hinten muss anhalten. Herannahende Fahrzeuge von der Seite, können weiterfahren. 13.1.2 Zeichen an ein Fahrzeug. 13.2.1 Verlangsamen. 13.2.2 Stopp
13.3.1 Verlangsamen. 13.3.2 Folgen Sie dem Polizeifahrzeug. 13.3.3 Verlangsamen. 13.3.4 Fahren Sie an den Fahrbahnrand und bleiben Sie vor dem Polizeifahrzeug stehen.
Kontrolle
Vorwegweiser auf eine Kontrolle